# José Andrés Corral Arredondo
José Andrés Corral Arredondo (* 30. November 1946 in Coloradas, Mexiko; † 24. Dezember 2011 in Parral) war römisch-katholischer Bischof von Parral.

## Leben
José Andrés Corral Arredondo studierte im Priesterseminar von Durango und dem Päpstlichen Priesterseminar von Montezuma, New Mexico (USA), wo er einen Bachelor-Abschluss in Theologie machte. Er empfing am 22. November 1970 die Priesterweihe. Er war zunächst Vikar und lehrte als Professor für Philosophie und Theologie am Priesterseminar von Durango. 1973 bis 1976 studierte er am Pontificio Colegio Mexicano in Rom und erwarb am Päpstlichen Bibelinstitut ein Lizenziat in Biblischer Theologie. Von 1976 bis 1982/89 war er Professor der Heiligen Schrift im Priesterseminar von Durango. Von 1976 bis 1981 war er zudem Diözesan-Berater des Christian Family Movement. Er war Koordinator für die Priester (1976–1982) und Vizepräsident des Päpstlichen mexikanischen College Pontificio Colegio Mexicano in Rom (1982–1985). Er engagierte sich in der Bischöflichen Kommission für die Pastoral der Mexikanischen Bischofskonferenz (1983–1985 und 1986–1988). 1989 wurde er Bischofsvikar für die Ordensleute.
Papst Johannes Paul II. ernannte ihn am 16. Januar 1989 zum Titularbischof von Cincari und zum Weihbischof in Durango. Die Bischofsweihe spendete ihm der Erzbischof von Durango, Antonio López Aviña, am 22. Februar desselben Jahres; Mitkonsekratoren waren Adolfo Antonio Suárez Rivera, Erzbischof von Monterrey, und Norberto Rivera Carrera, Bischof von Tehuacán.
Johannes Paul II. ernannte ihn am 11. Juli 1992 zum ersten Bischof des neugegründeten Bistums Parral. In der CEM engagierte sich in verschiedenen Kommissionen. Von 2004 bis 2006 war er Vertreter der nördlichen Region Mexikos in der CEM.